# Architecture Art déco à Bordeaux

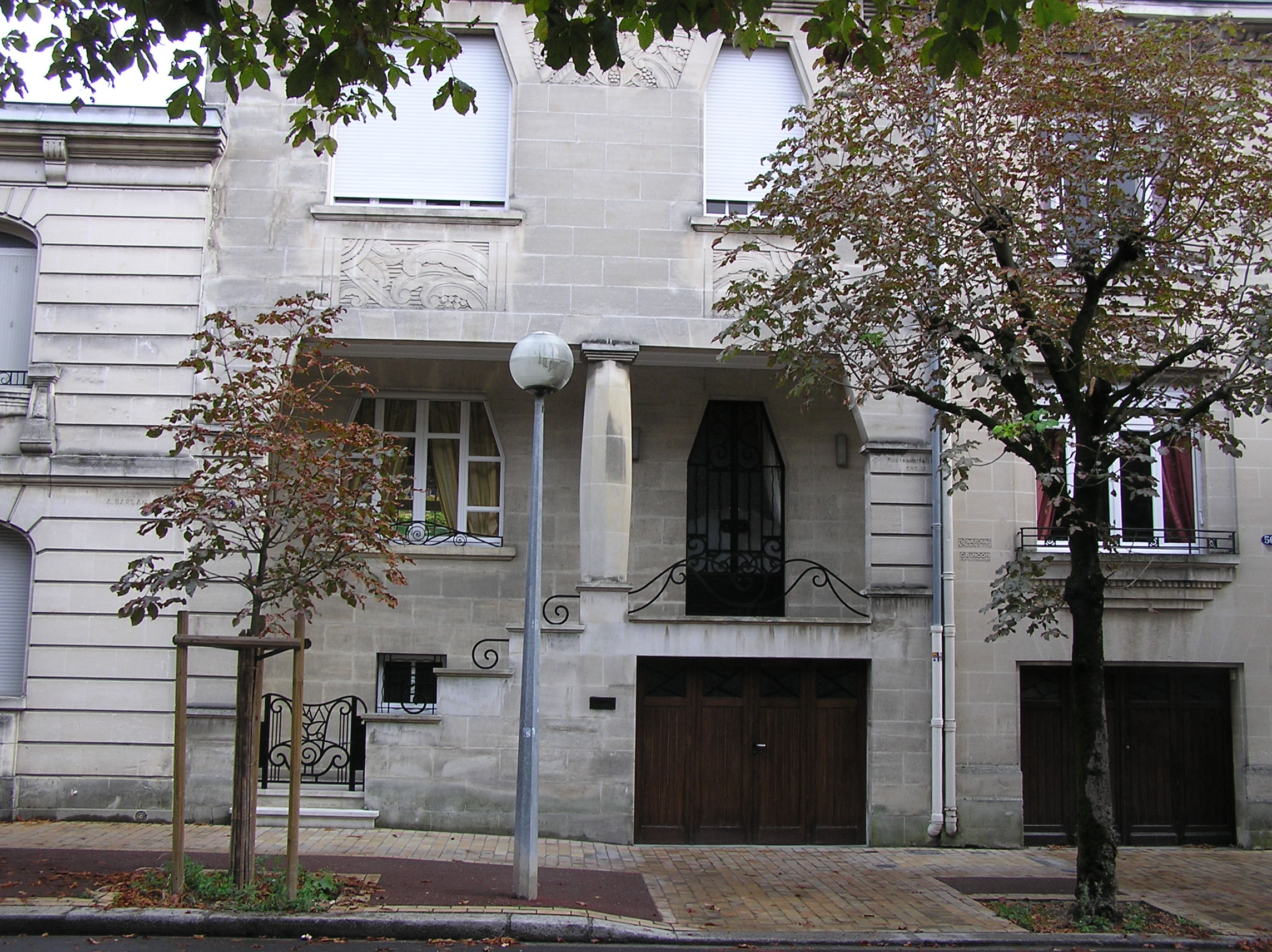
Maison de style Art déco dans le quartier Lescure

L'Art déco à Bordeaux s'est développé sous l'impulsion de son maire Adrien Marquet et de l'architecte en chef de la ville Jacques D'Welles.

## Historique
À l'image du duo Édouard Herriot et Tony Garnier pour la ville de Lyon, Adrien Marquet, maire de Bordeaux de 1925 à 1944 et ministre du Travail en 1934, formera avec Jacques d’Welles, architecte et urbaniste en chef de la ville, un tandem qui inscrira à Bordeaux un urbanisme et une architecture modernes.
La municipalité de Bordeaux adopte en 1930 un important programme d'urbanisme appelé Plan Marquet qui permettra le développement de la cité en utilisant un vocabulaire architectural commun. Ce plan a aussi pour objectif d'engager des grands travaux afin d'atténuer les conséquences de la crise de 1929.

## Bâtiments Art déco bordelais

### Équipements publics Art déco

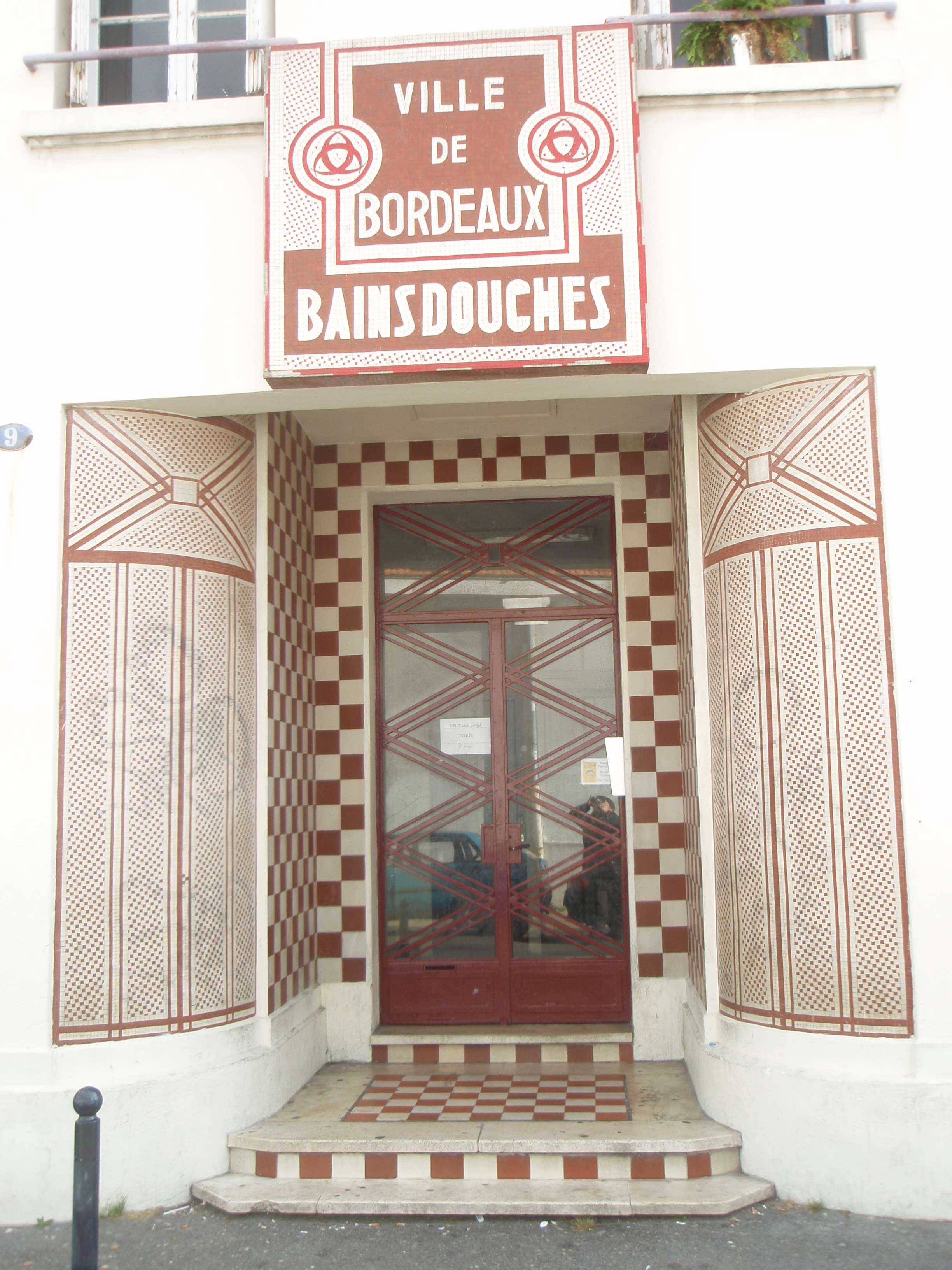
Les bains douches de La Bastide

- Bourse du travail de Bordeaux, commencée en 1935, inaugurée le 1er mai 1938[3] et classée monument historique le 25 juin 1998[4]. Les interventions de nombreux artistes, comme Jean Dupas et Alfred Janniot, font de cet équipement un remarquable exemple de l'architecture Art déco bordelaise[5].
- Maison cantonale de La Bastide, réalisée en 1925 par Cyprien Alfred-Duprat et qui est la mairie du quartier de la Bastide.
- Parc Lescure, réalisé par les architectes Jacques d'Welles et Raoul Jourde, et inauguré le 12 juin 1938.
- Piscine Judaïque, réalisée entre 1931 et 1935 par l'architecte Louis Madeline.
- Centre de tri postal Saint-Jean, conçu en 1929 par l'architecte Léon Jaussely et décoré de mosaïques Gentil & Bourdet. Ces derniers sont aussi intervenus sur la maison cantonale de La Bastide en 1924[6].
- Cité universitaire de Budos, réalisée par Jacques d'Welles en 1932-33 pour l'Office public des Habitats à Bon Marché. Elle est désormais labellisée Architecture contemporaine remarquable[7].
- Grande Poste, 7 rue du Palais Gallien, ancien bâtiment de la poste centrale de Bordeaux, plusieurs fois remanié, transformé en lieu culturel par des acquéreurs privés. À l'intérieur se trouve une grande salle surmonté d'un dôme Art déco[8].
- La « régie municipale du gaz et de l'électricité », réalisée en 1930 par Raoul Jourde pour la ville de Bordeaux. La construction réalisée exclusivement en béton armé, en verre et en métal souleva de vives polémiques.
- Bains douches du quartier de la Bastide, réalisés par Jacques d'Welles. Le porche d'entrée présente une mosaïque constituée d'un jeu géométrique de carreaux brun rouge et blanc qui ceinturent la porte d'entrée en ferronnerie.
- Bains-douches et crèche de la place Buscaillet. Dans le quartier Bacalan, Adrien Marquet fait construire une crèche et des bains-douches par l'architecte Pierre Ferret[9]. Ensemble labellisé « Patrimoine du XXe siècle » en 2007[10]. Aujourd'hui les Bains-Douches ont trouvé une autre affectation, celle de salles municipales et de lieu de rencontre[11].
- Théâtre la Pergola, quartier de Caudéran. Cette salle des fêtes, transformée plus tard en théâtre, fut bâtie en 1927 par l'architecte communal Marcel Picard, à la demande de la municipalité de Caudéran, alors indépendante de Bordeaux. Sa façade principale s'orne de sculptures en staff d'Edmond Tuffet représentant la Danse et la Musique et des chutes de roses[12].
- Gare Saint-Louis, construite en 1929 en remplacement d'une ancienne gare en bois. Elle assurait le transport des voyageurs et des vins de l'arrière pays du Médoc. Elle est devenue aujourd'hui un centre commercial.

### Bâtiments privés Art déco
- Maison Saint-Louis Beaulieu : maison diocésaine et ancien séminaire de Bordeaux, dont le cloître et la chapelle sont de style Art déco. Cet ancien couvent des Capucins est racheté par le diocaise en 1910, et subit d'importants travaux de rénovation entre 1937 et 1940, réalisé par les frères Louis et Marcel Garros, architectes bordelais. La décoration a été effectuée par Jean Gaudin et Louis Mazetier, artistes parisiens, et se révèle toute en mosaïques et carreaux dans les tons ocre[13].
- Quartier Lescure : dès 1930, le parc Lescure est à l'origine du nouveau quartier qui présente des constructions privées de style Art déco[14].
- Le Café du Levant : face à la gare Saint-Jean, sur l'actuelle Esplanade des Justes, l'ancienne brasserie du Café du Levant construit en 1923 et exploité de 1932 à 1985 par la même famille, la famille Begout. Le fronton en mosaïque et le réaménagement est de l'architecte Jacques-Abel Prévot[15].
- L'hôtel Frugès ou maison  Frugès est un hôtel particulier réhabilité entre 1913 et 1927, par l'architecte Pierre Ferret et décoré par des artistes et artisans de l'époque comme Gaston Schnegg, Robert Wlérick, Jean Dupas, René Buthaud, Jean Dunand[16].
- Maison du 119, rue du Palais-Gallien : au lendemain de l'Exposition parisienne des Arts décoratifs et industriels modernes de 1925, l'entrepreneur Jean Lambert réalise un immeuble de style Art dèco.

### Dans la métropole bordelaise
- Piscine municipale de Bègles, réalisée entre 1930 et 1932 par l'architecte Blanchard également ingénieur de la commune.
- Bains-douches du Bouscat[17], construit d’après les plans dressés par Albert Dumons, architecte municipal. L'édifice et ouvre ses portes en 1930. Sa  façade typique du style Art déco, est composée de moellons, briques, pierres, avec deux entrées distinctes pour séparer les hommes et les femmes. En 1982 le bâtiment devient la médiathèque, jusqu'en 2016 où il accueille une association et des familles démunies[18].
- Mairie de Saint-Médard-en-Jalles : en 1934 la commune décide de moderniser et agrandir le bâtiment datant du XVIIIe siècle qui accueillait la mairie. Deux ans plus tard le maire Antonin Larroque inaugure la nouvelle mairie qui conserve le rez-de-chaussée de l’ancienne, surélevé d’un étage. Ses ornements mêlent l'architecture classique avec des éléments de style Art déco[19].

## Architectes et artistes
Participeront à cette mise en place des architectes locaux comme Cyprien Alfred-Duprat, Jacques D'Welles, Pierre Ferret, Raoul Jourde, Léon Jaussely, Pierre-Henri Avinen, mais aussi parisiens comme Roger-Henri Expert, Jacques Debat-Ponsan, Louis Madeline. De même, de nombreux artistes mettront leur art au service de la ville ; tels les peintres Jean Dupas, Camille de Buzon, François-Maurice Roganeau, Jean Despujols, des sculpteurs tel Alfred Janniot, les céramistes Gentil & Bourdet, René Buthaud, le ferronnier Edgar Brandt ou le laqueur Jean Dunand.

### Alfred Janniot
Le sculpteur parisien Alfred Janniot est un proche de Jean Dupas qu'il a connu à la villa Médicis, ce dernier l'a présenté au maire  Adrien Marquet. Janniot recevra cinq commandes de la ville de Bordeaux.
Pour l'Exposition internationale des Arts décoratifs et industriels modernes de 1925 à Paris, le pavillon de Bordeaux est dans une des 4 tours (construites par Charles Plumet) réservées aux vins français. La décoration intérieure de la tour bordelaise fut confiée à Pierre Ferret, (architecte bordelais auteur de l'hôtel Frugès). Quatre peintres bordelais (Dupas, Marius de Buzon, Roganeau et Despujols) réalisèrent des fresques à la gloire de l'Aquitaine. Après l'exposition les 4 œuvres sont rachetées par la ville pour être installées à l'Athénée de Bordeaux, et sont désormais visibles au Musée d'Aquitaine. Au centre, Alfred Janniot réalise une sculpture polychrome sur la vigne, l'édifice a été détruit depuis. Le buste du maire Adrien Marquet n'a « rien de remarquable ». En 1936, il obtient une grande fresque de 4 m par 7 m de haut qui décore la façade de la bourse de Bordeaux. Toujours en 1936, un bronze lui est commandé pour le stade Lescure (futur stade Chaban-Delmas) mais celui-ci sera installé seulement en 1941.

## Galerie

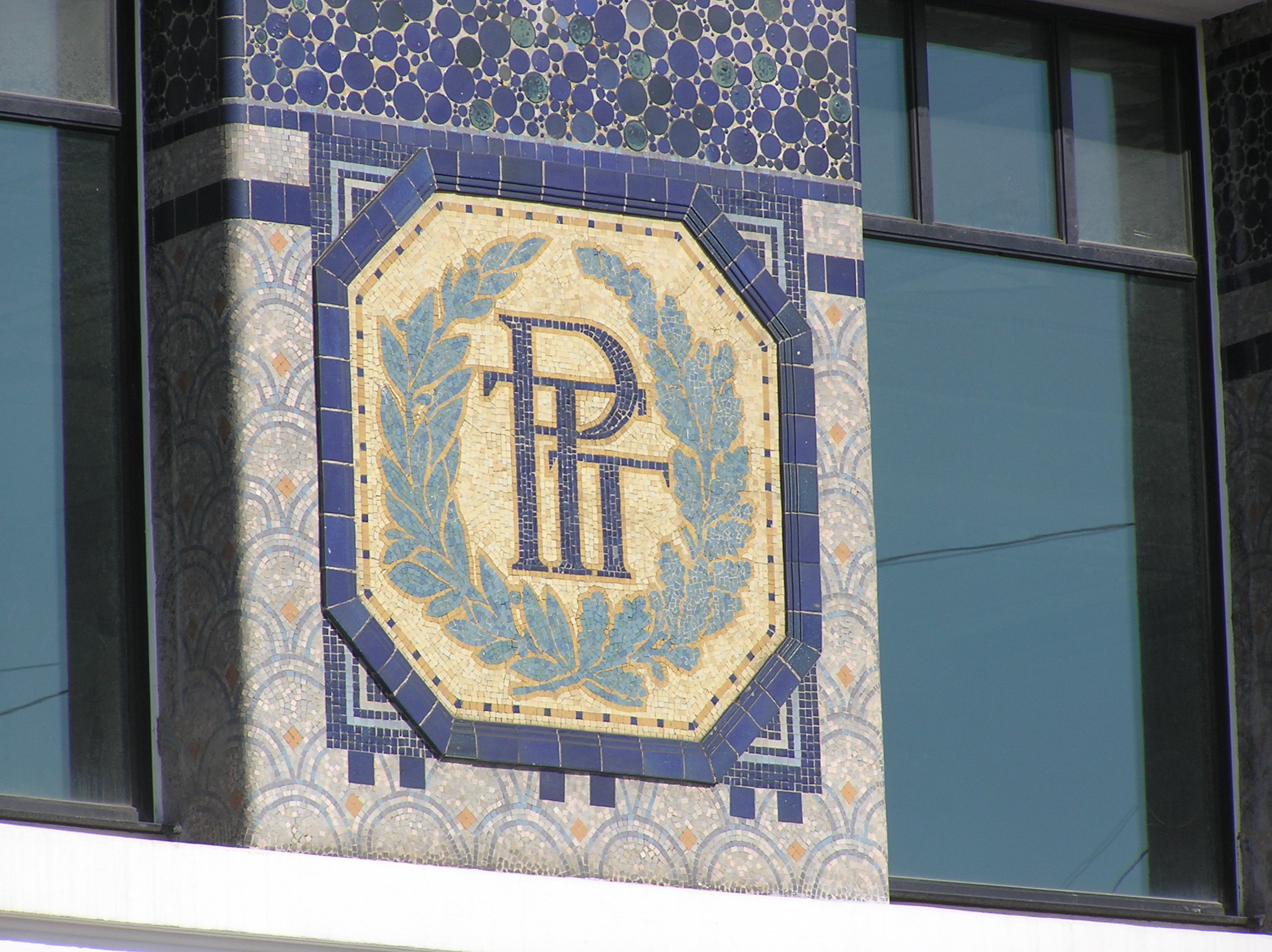
Détail des mosaïques du centre de tri postal Saint-Jean
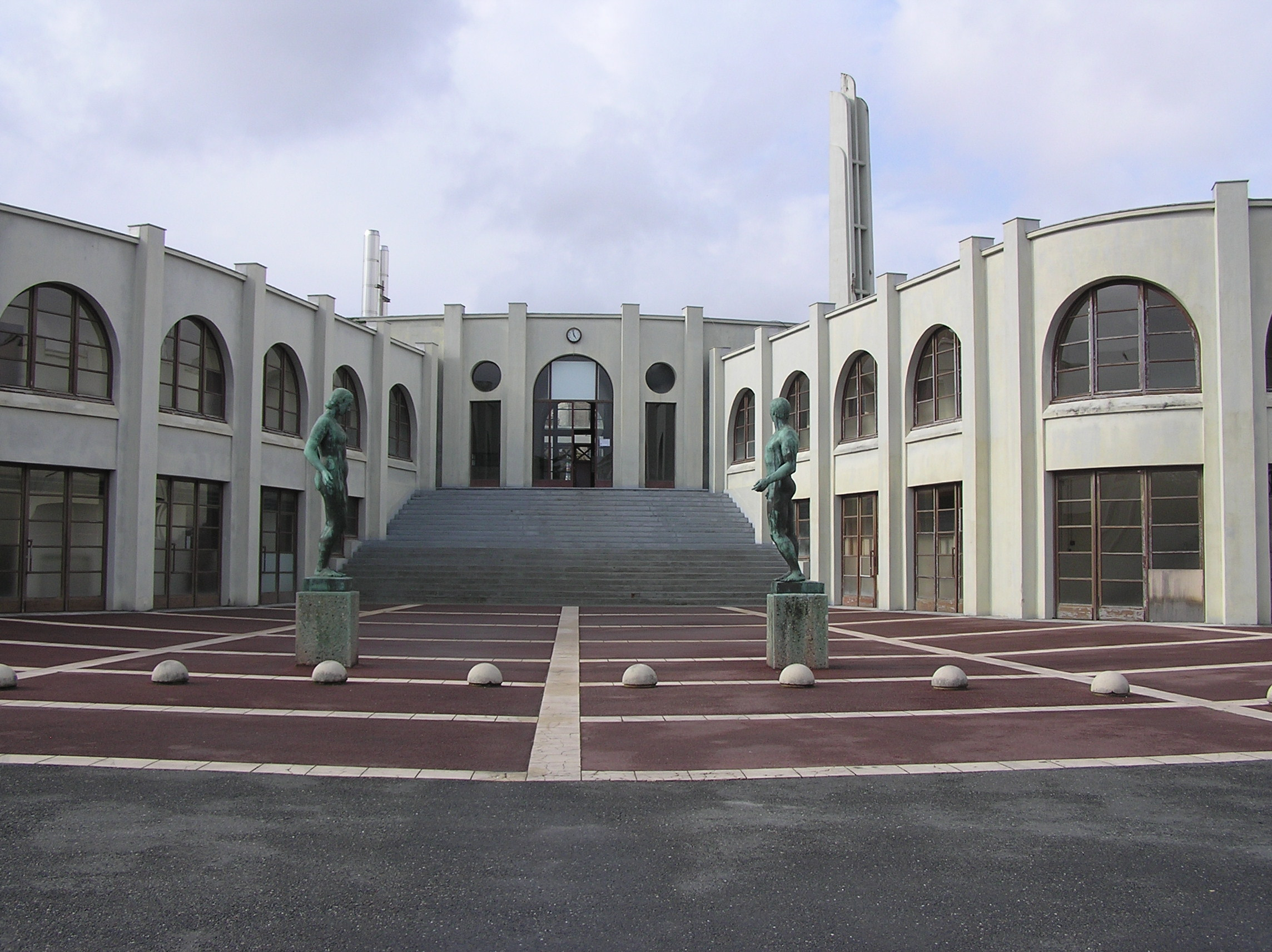
Le stade Chaban-Delmas avec au premier plan un bronze d'Alfred Janniot
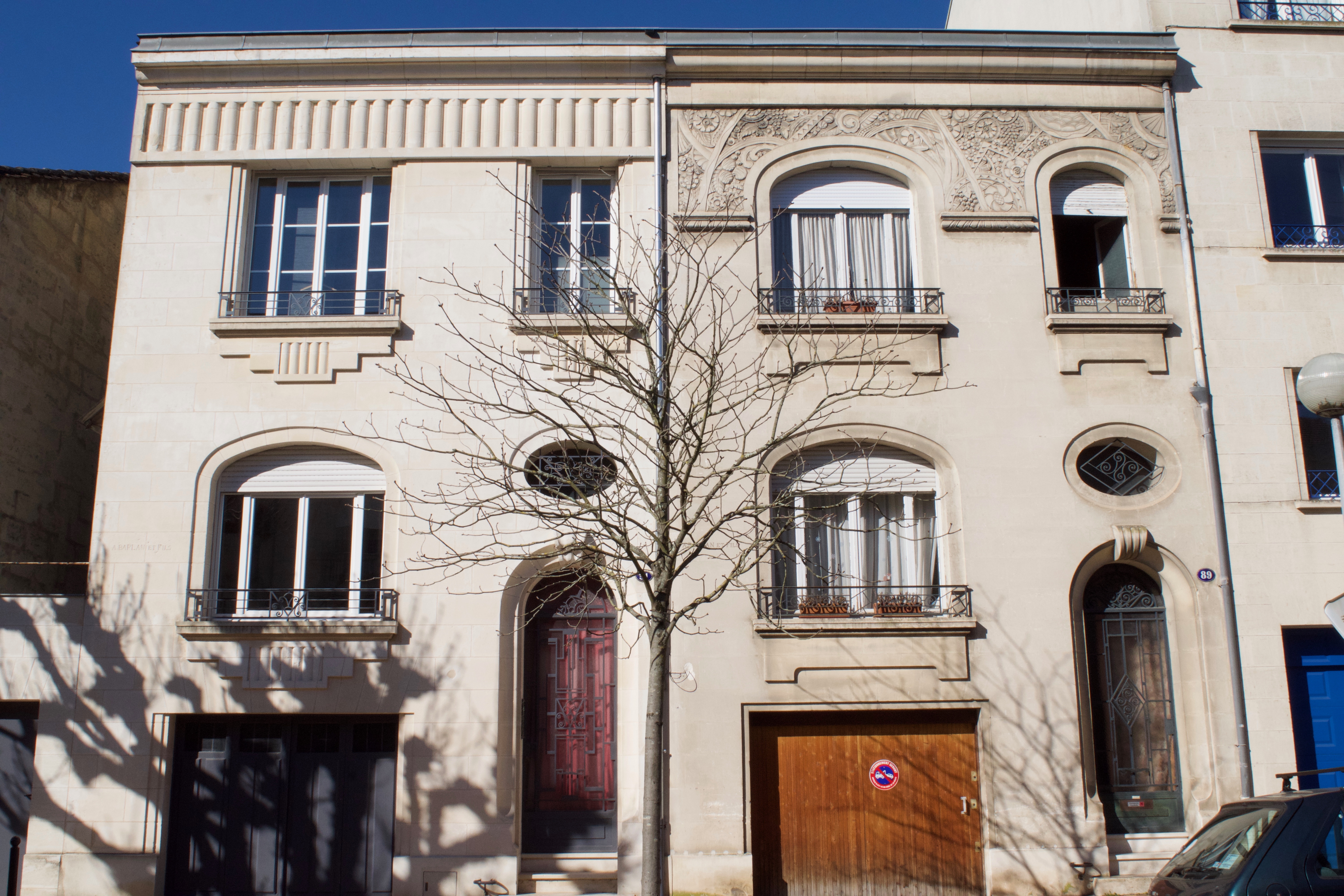
Façades de deux ouvrages du quartier Lescure.
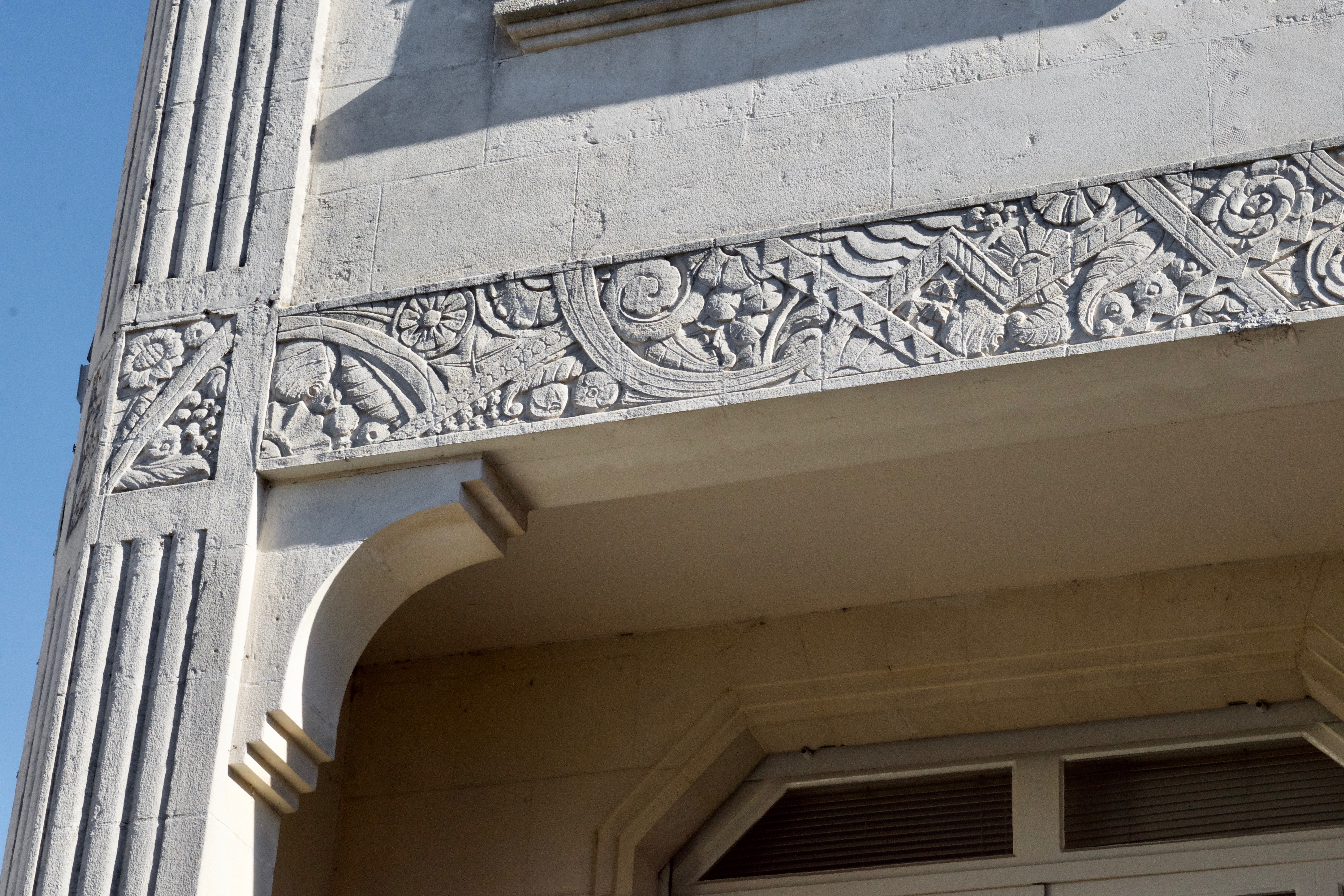
Détail d'une façade du quartier Lescure.
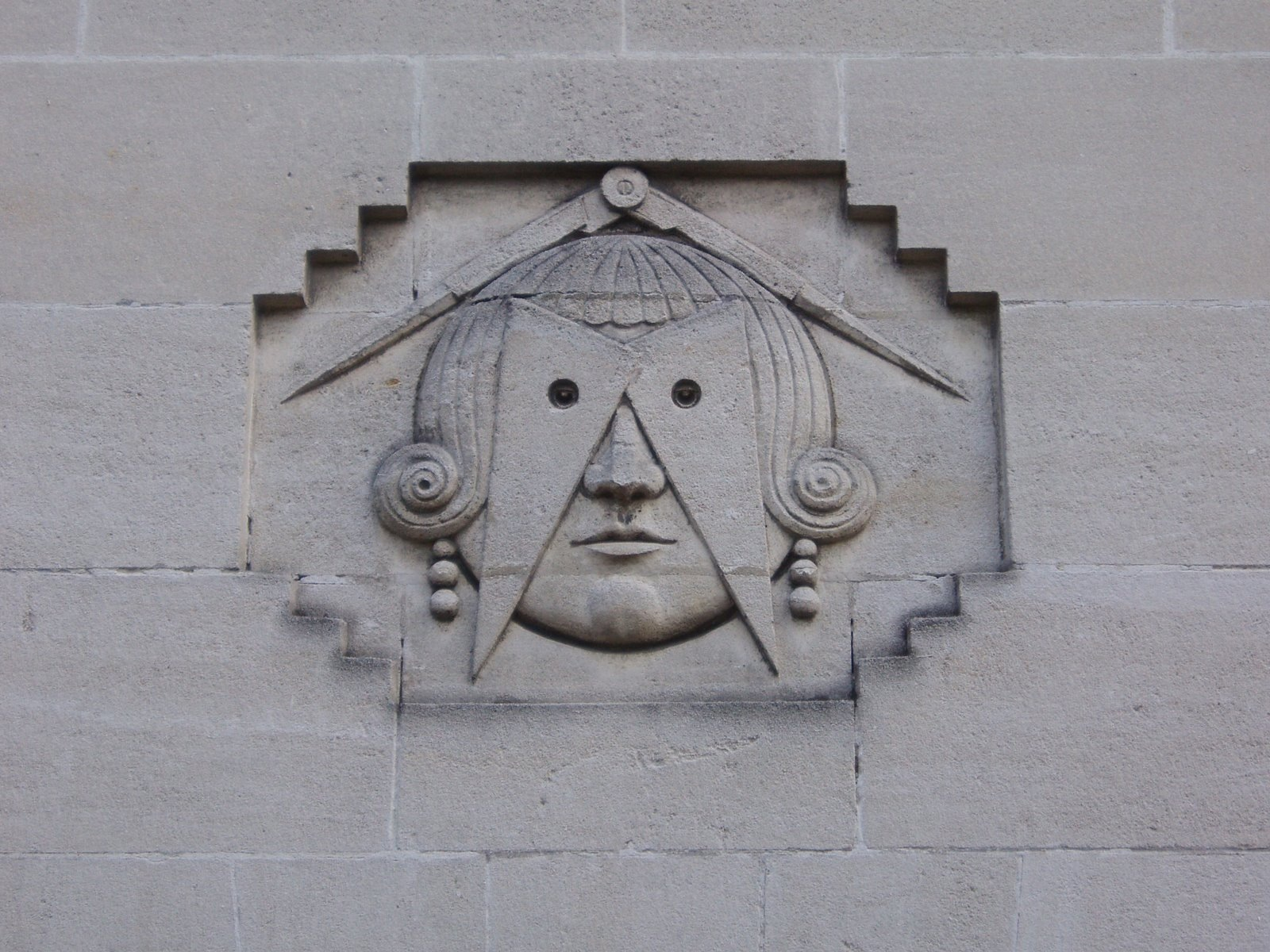
Mascaron Art déco de la rue de Mexico.
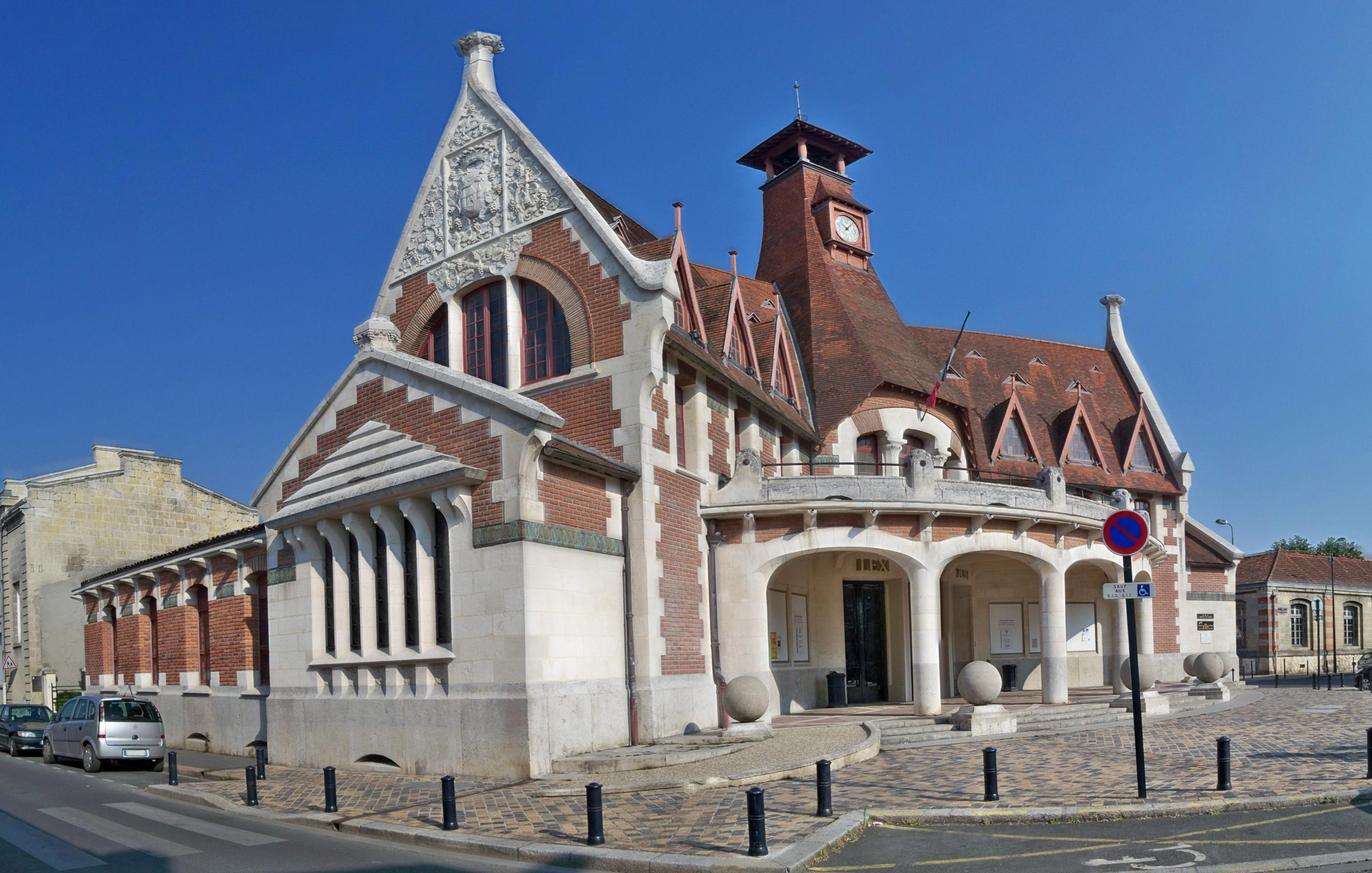
Maison cantonale de la Bastide.
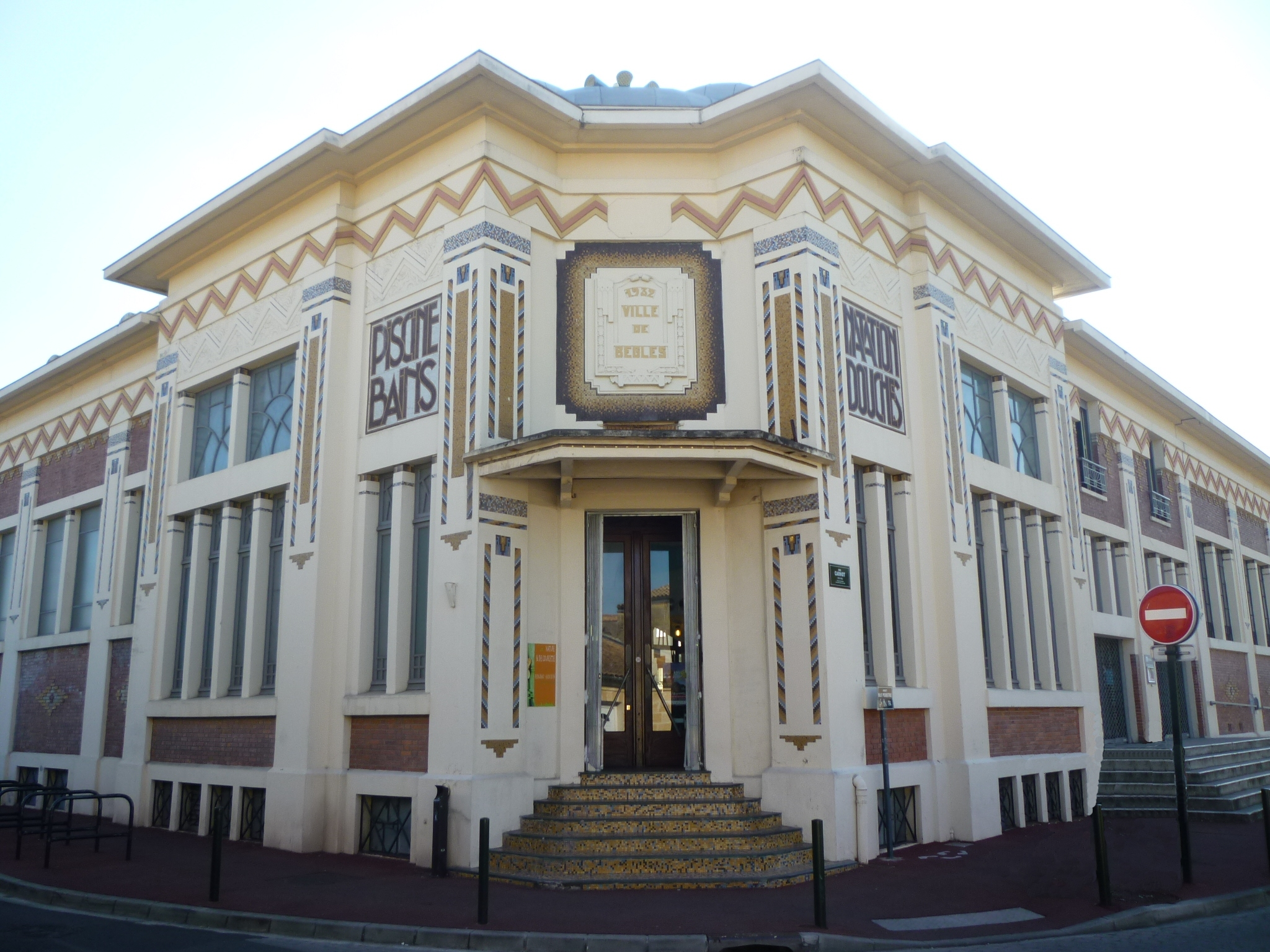
Piscine municipale de Bègles.
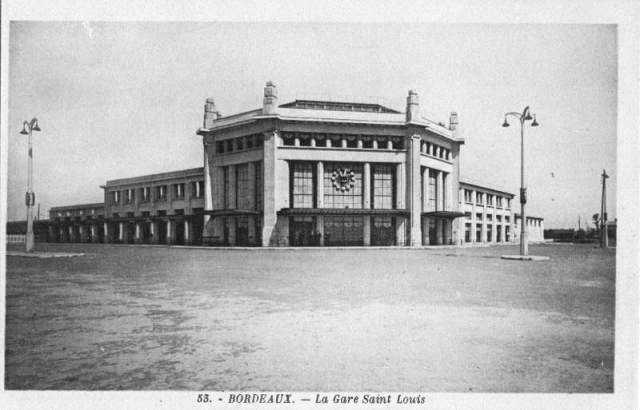
Ancienne gare Saint-Louis.
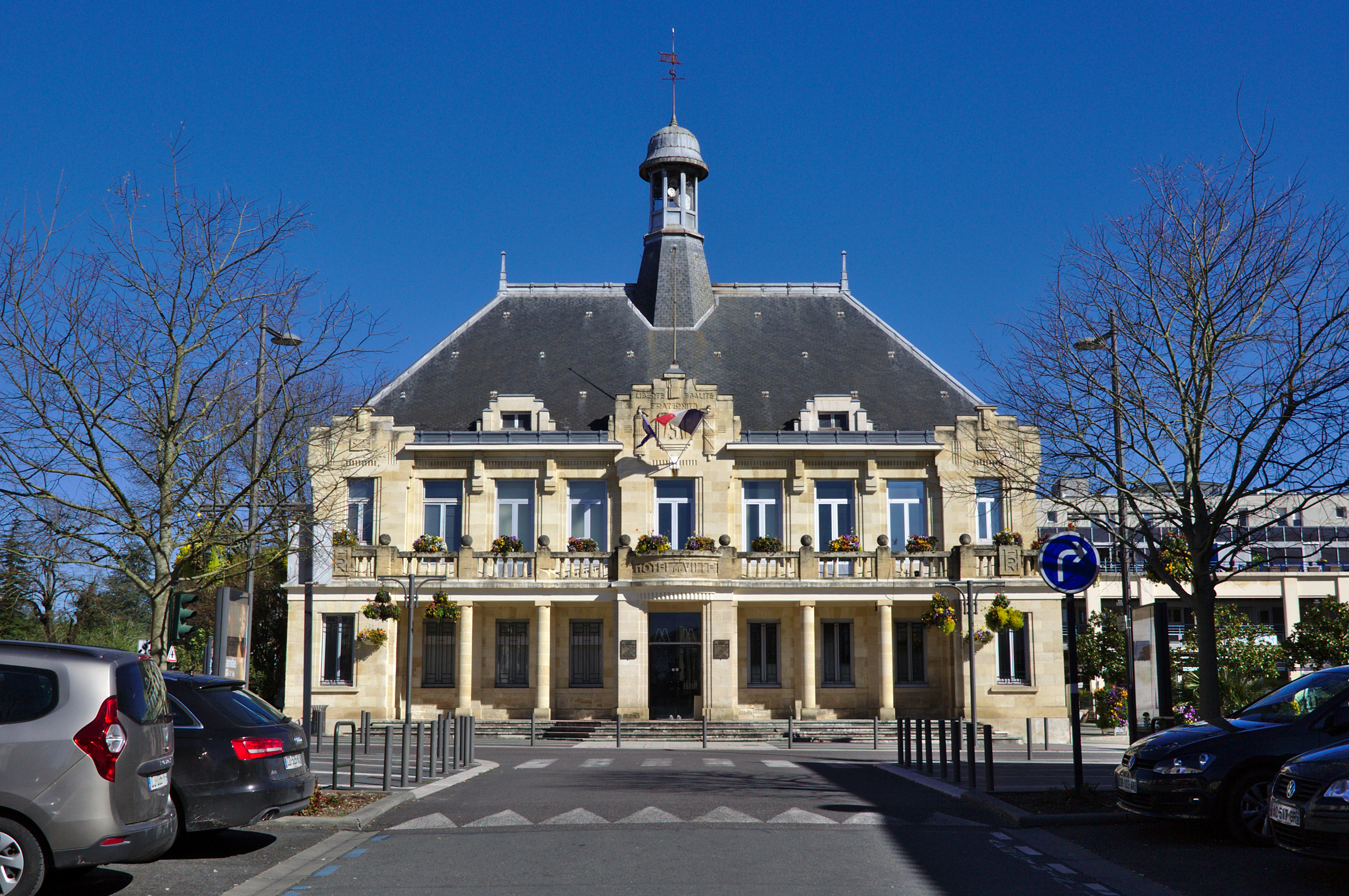
Mairie de Saint-Médard-en-Jalles (1936).